# Monument des Mouettes

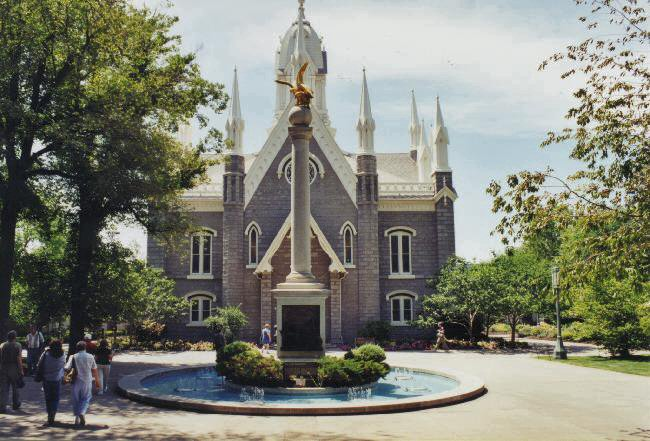
Seagull Monument, Salt Lake City Temple Square. Assembly Hall en arrière-plan.

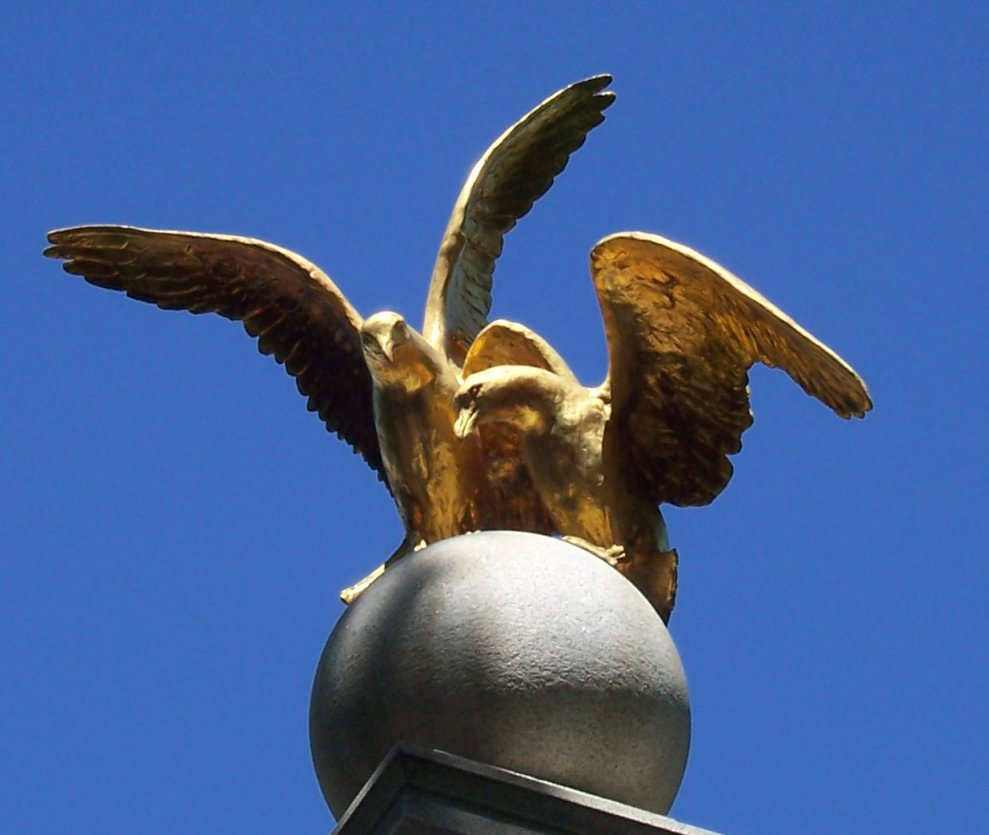
Mouettes de bronze au sommet du monument

Le Monument des Mouettes (Seagull Monument) est un petit monument situé devant l'Assembly Hall (Salle de l’Assemblée) à Temple Square à Salt Lake City, Utah. Le monument commémore ce que les membres de l’Église de Jésus-Christ des saints des derniers jours nomment le miracle des mouettes.

## Histoire
En 1848, les pionniers mormons  plantèrent leurs premières cultures de printemps en Utah. Alors que les récoltes étaient mûres, les crickets mormons envahirent les fermes de l'Est au pied de la vallée, détruisant des cultures entières. Selon la tradition, la récolte a été sauvée par des nuées de mouettes qui ont dévoré les grillons. Cet événement est nommé le "Miracle des mouettes" par les saints des derniers jours.
Pour le commémorer, l'Église érigea le Monument des Mouettes à Temple Square à Salt Lake City. Le sommet du monument est une statue de bronze représentant deux mouettes  dévorant les insectes, sculptée par Mahonri M. Young, qui a conçu le monument. Young  étudia en France. Il est le petit-fils du président de l’Église, Brigham Young. Le monument a été inauguré le premier octobre 1913 par Joseph F. Smith, président de l’église. Le Monument de la Mouette est considéré comme le premier monument dédié aux oiseaux.
La mouette de Californie est maintenant nommée mouette d’Utah.